# Record du Maroc de natation dames du 50 mètres nage libre
Cet article présente l'évolution du record du Maroc de natation dames du 50 mètres nage libre.

## Bassin de 50 mètres
| Temps   | Athlète       | Naissance | Âge | Club         | Compétition                | Lieu          | Date             |
| ------- | ------------- | --------- | --- | ------------ | -------------------------- | ------------- | ---------------- |
| 27 s 67 | Sara El Bekri | 1987      | 20  | RCA Natation | Jeux Arabes                | Le Caire      | 12 novembre 2007 |
| 27 s 40 | Sara El Bekri | 1987      | 23  | RCA Natation | Championnats de France (s) | Saint-Raphaël | 18 avril 2010    |
| 27 s 35 | Sara El Bekri | 1987      | 24  | RCA Natation | Jeux panarabes (f)         | Doha          | 20 décembre 2011 |

## Bassin de 25 mètres
| Temps   | Athlète          | Naissance | Âge | Club         | Compétition               | Lieu   | Date           |
| ------- | ---------------- | --------- | --- | ------------ | ------------------------- | ------ | -------------- |
| 27 s 57 | Lilia Karrakchou | 1992      | 17  | CNJ          |                           | Meknès | 5 juillet 2009 |
| 27 s 35 | Sara El Bekri    | 1987      | 24  | RCA Natation | Championnats du Maroc (s) | Meknès | 10 avril 2011  |